# Agnete Bertrams gymnaster i park
|  | Denne artikel er oprettet af botten Steenthbot ud fra en ekstern database. Den kan derfor have sproglige fejl eller mangler. Denne skabelon kan fjernes efter kontrol af indholdet. |

Agnete Bertrams gymnaster i park er en dansk dokumentarisk optagelse.

## Handling
Agnete Bertram (1893-1983) var gymnastikpædagog og arbejdede for en æstetisk og videnskabeligt begrundet fornyelse af kvindegymnastikken. De kvindelige gymnaster er klædt i karakteristiske lyse og lette silketunikaer. Her laver de øvelser i en park. Optagelsen er uden årstal.